# Linia kolejowa nr 144
Linia kolejowa nr 144 Tarnowskie Góry – Opole Główne – pierwszorzędna (od km 43,547 znaczenia państwowego) linia kolejowa w Polsce łącząca Opole z Tarnowskimi Górami. Linia była do 2011 r. w całości zelektryfikowana i jest w większej części przebiegu jednotorowa. Jedna z najstarszych linii kolejowych na Górnym Śląsku, otwarta w latach 1857–1858. Została zbudowana przez Opolsko-Tarnogórską Spółkę Kolejową (niem. Oppeln-Tarnowitzer Eisenbahn Gesellschaft) w celu obsługi znajdujących się nad Małą Panwią hut żelaza.
Od grudnia 2011 wraz z nowym rozkładem jazdy pociągów wstrzymano ruch pociągów osobowych na odcinku Tarnowskie Góry – Zawadzkie. Powodem jest wycofanie się województwa śląskiego z organizacji przewozów na tej linii, które decyzję tę uzasadnia niską frekwencją w pociągach. Przez wstrzymanie ruchu osobowego w 2011 sieć trakcyjna na odcinku Tworóg-Kielcza została skradziona. Linia kolejowa nr 144 stanowiła VIII korytarz wywozowy ze Śląska. Decyzja ta wywołała spore kontrowersje wśród społeczności lokalnych gmin położonych wzdłuż linii kolejowej, które tym samym zostały pozbawione połączenia kolejowego z Górnym Śląskiem. Od 2019 są podejmowane próby ponownego uruchomienia odcinka Zawadzkie – Tarnowskie Góry dla ruchu kolejowego.
Ministerstwo Transportu, Budownictwa i Gospodarki Morskiej objęło odcinek linii nr 144 pomiędzy Opolem Głównym i Fosowskiem planem rewitalizacji w ramach budowy tzw. protezy koniecpolskiej. W grudniu 2012 roku ogłoszony został przetarg na rewitalizację tego 31,5-kilometrowego odcinka obejmującą naprawę nawierzchni torowej, przejazdów kolejowo-drogowych i obiektów inżynieryjnych oraz roboty towarzyszące w zakresie sterowania ruchem kolejowym. Rozstrzygnięcie przetargu zaplanowano na 31 stycznia 2013 roku, a zakończenie prac na 28 listopada następnego roku. W przetargu wpłynęło pięć ofert na kwoty od 109 do 139 mln zł przy kosztorysie 116 mln zł. 1 lutego 2013 roku Ministerstwo Finansów wydało zgodę na zapewnienie finansowania projektów rewitalizacji, co było niezbędne, by PKP Polskie Linie Kolejowe mogły podpisać umowy z wykonawcami, co nastąpiło 2 kwietnia. W ramach umowy o wartości 109 mln zł zaplanowano wykonać prace projektowe i budowlane, a termin zakończenia inwestycji wskazany na umowie to 28 listopada 2014 roku. Roboty, mające obejmować wymianę 31 km torów, naprawę 25 przejazdów kolejowo-drogowych, wymianę 28 rozjazdów, remont 24 obiektów inżynieryjnych oraz przebudowę peronów na stacjach Fosowskie, Staniszcze Małe, Krasiejów, Ozimek, Dębska Kuźnia, Chrząstowice, Suchy Bór i Opole Główne, miały zostać zakończone pod koniec 2013 roku, a cała inwestycja do 2014 roku, jednak z powodu opóźnień w realizacji termin zakończenia prac kilkukrotnie przekładano. Ostatecznie linię otwarto do użytku 18 sierpnia 2014 roku. Od 14 grudnia 2014 roku na odcinku Opole – Fosowskie rozpoczęły się planowe przejazdy pociągów dalekobieżnych InterCity relacji (Szczecin–Poznań Gł.–)Wrocław Gł.–Częstochowa Stradom–Kraków Gł.(–Przemyśl) oraz Ekspres InterCity Premium Wrocław Gł.–Częstochowa Stradom–Warszawa Wschodnia.
| Od         | Do         | tor 1    | tor 2     |
| ---------- | ---------- | -------- | --------- |
| Kilometraż | Kilometraż | Prędkość | Prędkość  |
| 0,182      | 14,778     | 70       | brak toru |
| 14,778     | 22,953     | 70       | 50        |
| 22,953     | 28,100     | 70       | 70        |
| 28,100     | 35,030     | 100      | 100       |
| 35,030     | 43,780     | 100      | 0         |
| 43,780     | 45,100     | 100      | brak toru |
| 45,100     | 74,160     | 140      | brak toru |
| 74,160     | 75,924     | 100      | brak toru |